# 이필운
이필운[李弼雲, 1955년 (음력)3월 2일~]은 대한민국의 공무원 출신 정치인이다. 제23·25대 경기도 안양시장을 지냈다.

## 학력
- 1968년 안양국민학교 졸업
- 1971년 양정중학교 졸업
- 1974년 양정고등학교 졸업
- 1978년 성균관대학교 행정학 학사
- 1997년 아메리칸 대학교 대학원 행정학 석사
- 2003년 경기대학교 대학원 행정학 박사

## 경력
- 제21회 행정고시 합격(1978년)
- 경기도청 사무관(1978년)
- 제31대 경기도 여주군수(관선,1994년 5월~1995년 6월)
- 대통령비서실 민정비서실 행정관(1998년)
- 경기도 산업경제국장(1999년 11월)
- 경기도 평택시청 부시장(1999년 11월~2001년)
- 경기도청 자치행정국장(2001년 2월)
- 경기도 경제투자관리실장(2003년 1월)
- 국무조정실 노동여성심의관(2003년 8월)
- 경기도 안양시 부시장(2004년 6월~2006년 12월)
- 경기도 자치행정과 지방이사관(2006년 12월~2007년,2급)
- 중앙공무원교육원 파견(2007년)
- 안양대학교 행정학과 겸임교수
- 제23대 경기도 안양시장(2007년 12월 20일~2010년 6월 30일, 민선 4기, 한나라당, 초선)[1]
- FC 안양 구단주
- 새누리당 경기도당 안양시 동안구 갑 당원협의회 위원장
- 제25대 경기도 안양시장(2014년 7월 1일~2018년 6월 30일, 민선 6기, 새누리당→자유한국당, 재선)
- 자유한국당 경기도당 안양시 동안구 갑 당원협의회 위원장
- 미래통합당 경기도당 안양시 동안구 갑 당원협의회 위원장
- 미래통합당 경기도당 안양시 만안구 당원협의회 위원장
- 국민의힘 경기도당 안양시 만안구 당원협의회 위원장

## 역대 선거 결과
|  | 63.31% |

|  | 47.05% |

|  | 50.16% |

|  | 38.29% |

|  | 42.33% |